# Facultad universitaria

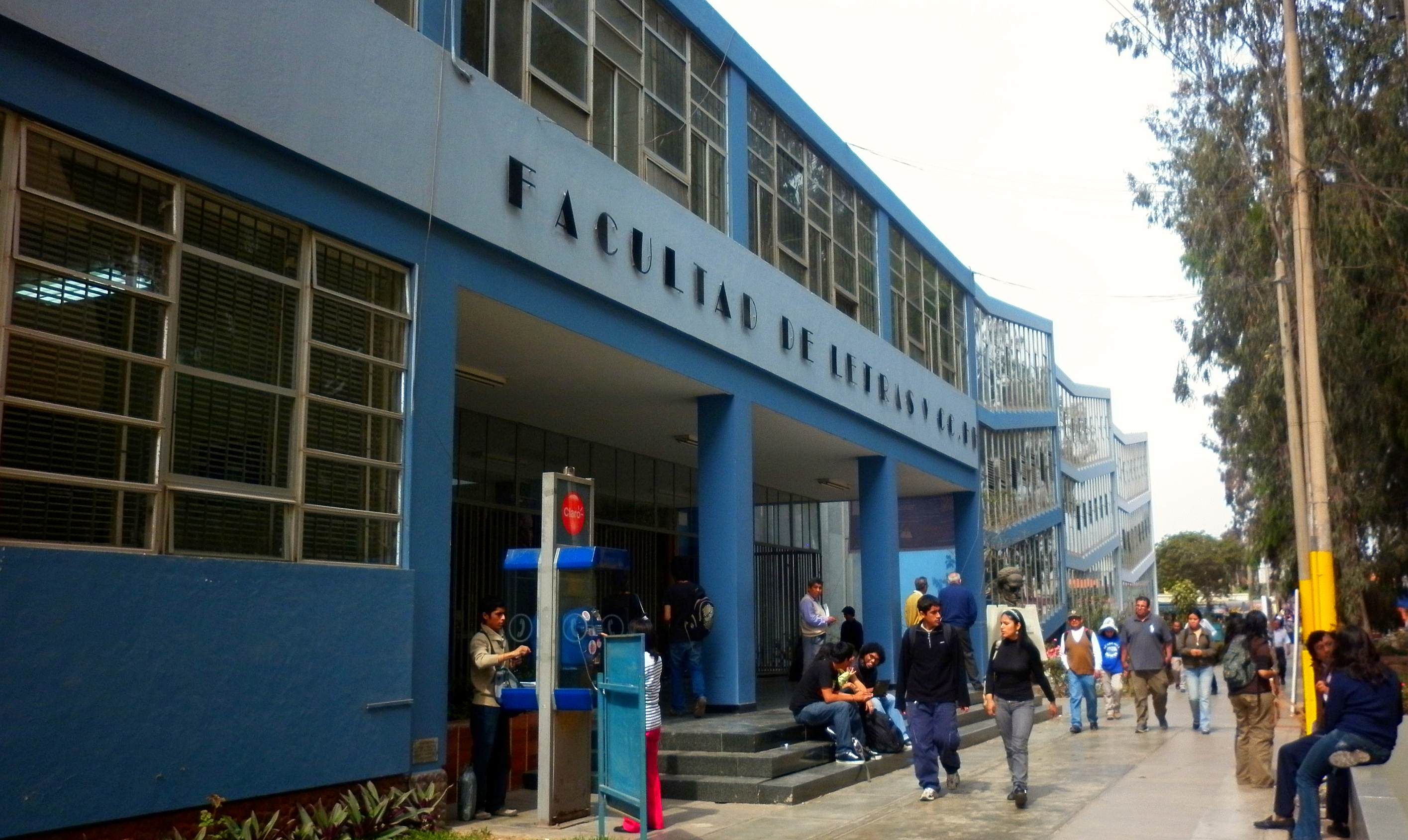
Facultad de Letras y Ciencias Humanas, Universidad Nacional Mayor de San Marcos (UNMSM), Lima, Perú.

Una facultad es un centro docente donde se imparten estudios superiores especializados en alguna materia o rama del saber. Generalmente constituye una subdivisión de una universidad. 
La antigua Universidad de París, que sirvió de modelo para la mayoría de las universidades europeas, tenía cuatro facultades: Teología, Derecho, Medicina y Artes. Todos los alumnos tenían que graduarse en una de ellas para poder proseguir los estudios en otra de las tres restantes.
Las facultades deben su nombre al hecho de que poseen la atribución o potestad legalmente reconocida de otorgar grados académicos, lo que supone que se las considera autoridades calificadas para certificar la calidad de la formación y los conocimientos de sus propios egresados. O sea, una facultad universitaria puede otorgar todo tipo de grados académicos, incluyendo también pregrado y postgrado.
En sentido estricto, no existe ninguna diferencia entre una facultad universitaria y una escuela universitaria, aunque las escuelas están históricamente vinculadas a las ingenierías y a las carreras científicas. En algunas universidades, como la UNAM (México), la diferencia entre escuela y facultad es que a los centros docentes que no tienen programas de doctorado se les llama escuelas y se reserva el nombre de facultad para aquellos donde sí los hay.

## Ejemplos de facultades existentes en muchas universidades
- Facultad de Agronomía

- Facultad de Arquitectura

- Facultad de Artes

- Facultad de Comunicación

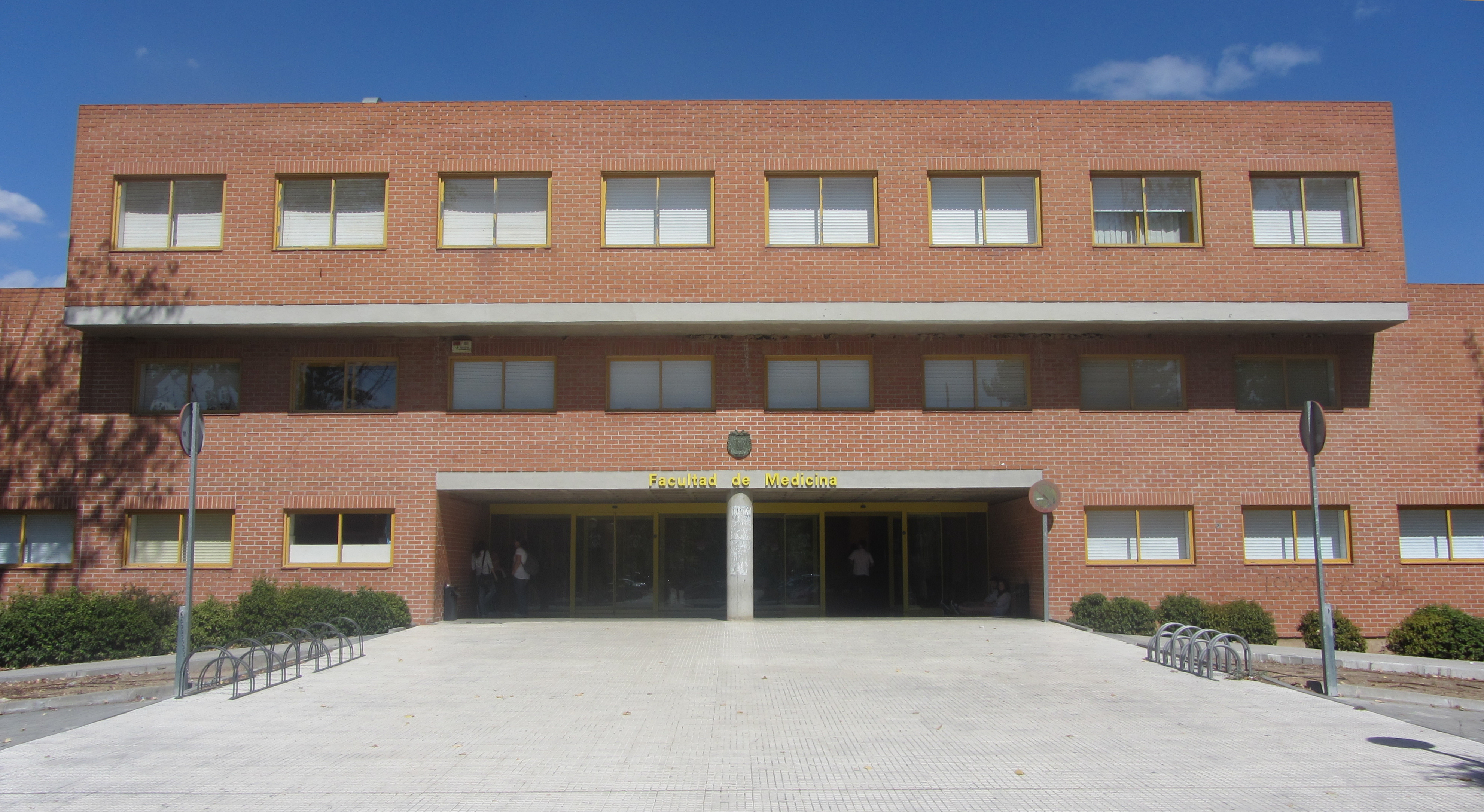
Facultad de Medicina y Ciencias de la Salud de la Universidad de Alcalá

- Facultad de Ciencias de la Educación

- Facultad de Ciencias Económicas

- Facultad de Ciencias Exactas

- Facultad de Ciencias Físicas y Matemáticas

- Facultad de Química

- Facultad de Ciencias Sociales

- Facultad de Derecho

- Facultad de Educación Física

- Facultad de Filosofía

- Facultad de Humanidades

- Facultad de Información

- Facultad de Ingeniería

- Facultad de Matemática

- Facultad de Medicina

- Facultad de Ciencias de la Salud

- Facultad de Odontología

- Facultad de Psicología
- Facultad de Veterinaria
- Facultad de Diseño